# Vernon Valley
Vernon Valley és una concentració de població designada pel cens dels Estats Units a l'estat de Nova Jersey. Segons el cens del 2000 tenia 1.737 habitants.

## Demografia
Segons el cens del 2000, Vernon Valley tenia 1.737 habitants, 544 habitatges, i 473 famílies. La densitat de població era de 254 habitants/km².
Dels 544 habitatges en un 50,4% hi vivien nens de menys de 18 anys, en un 79,8% hi vivien parelles casades, en un 5,1% dones solteres, i en un 12,9% no eren unitats familiars. En el 9,9% dels habitatges hi vivien persones soles el 2,8% de les quals corresponia a persones de 65 anys o més que vivien soles. El nombre mitjà de persones vivint en cada habitatge era de 3,19 i el nombre mitjà de persones que vivien en cada família era de 3,45.
Per edats la població es repartia de la següent manera: un 31,7% tenia menys de 18 anys, un 6% entre 18 i 24, un 32% entre 25 i 44, un 24,6% de 45 a 60 i un 5,8% 65 anys o més.
L'edat mediana era de 36 anys. Per cada 100 dones de 18 o més anys hi havia 96,8 homes.
La renda mediana per habitatge era de 74.943 $ i la renda mediana per família de 75.468 $. Els homes tenien una renda mediana de 56.033 $ mentre que les dones 36.219 $. La renda per capita de la població era de 23.801 $. Aproximadament el 0,8% de les famílies i l'1,9% de la població estaven per davall del llindar de pobresa.

## Poblacions més properes
El següent diagrama mostra les poblacions més properes.